# Arhanhelszke
Arhanhelszke (cirill betűkkel: Архангельське), 1917-ig Borozna (Борозна) városi jellegű település Ukrajna Herszoni területén, a Beriszlavi járásban. Az Inhulec folyó mentén fekvő település Viszokopillja községhez tartozik.

## Története
A település környéke régóta lakott terület, a közelében a bronzkorból származó kurgánok találhatók. A jelenlegi települést Borozna néven 1810-ben alapították, első lakói a Poltava és Csernyihiv környékéről települtek be. 1859-ben már 315 udvart számoltak össze és 2017 fő lakott ott. A lakosság 1886-ra 2510 főre növekedett az udvarok száma pedig 458-ra. 1930-ban pravoszláv templomot építettek.
A falu 1917-ben kapta az Arhanhelszke nevet. A holodomor idején, 1932-1933-ban 396 fő halt meg a településen.
1974-ben az addigi falu városi jellegű település státuszt kapott.
Arhanhelszke 2020. július 18-ig a Viszokopilljai járáshoz tartozott. A 2020-as ukrajnai közigazgatási reform során ezt a járást megszüntették és a területét a településekkel együtt az újraszervezett Beriszlavi járáshoz csatolták.
Az Ukrajna elleni 2022-es orosz invázió során az orosz csapatok 2022. március 16-án foglalták el a települést. Az Ukrán Fegyveres Erők Területvédelmi Erőinek 129. önálló dandárja 2022. október 2-án szabadította fel az orosz megszállás alól.

## Népesség
Lakossága az 1989-es szovjet népszámlálás idején 2303 fő volt. Becsült lakossága 2013. január 1-jei állapot szerint 1906, 2019-es állapot szerint 1810 fő volt. 2000-es adat szerint a népesség 92%-a ukrán, 7%-a orosz nemzetiségű volt.

## Közlekedés
A településhez legközelebb fekvő vasútállomás a kb. 3 km-re lévő Blakitne vasútállomás.